# Victoria I (пором)
Victoria I — другий побудований на замовлення естонської компанії Tallink круїзний пором, побудований в 2004 р. на верфі Aker Finnyards в Раума у Фінляндії і працює на лінії Таллінн — Стокгольм під естонським прапором. Судно-близнюк Romantika працює на лінії Рига — Стокгольм. Судно назвали на честь кронпринцеси Швеції Вікторії. І хоча офіційною назвою є Victoria I, для простоти називається Вікторією.

## Історія
Договір на будівництво судна було підписано 15 жовтня 2002 р. і приблизно через півроку 11 березня 2003 р. було закладено кіль під заводським номером 434. Пором був спущений на воду 16 жовтня 2003 р. і хрещеною матір'ю стала Ілон Вікланд.
Пробні рейси Victoria I відбулися в лютому 2004 р., виправлення виявлених під час випробувань помилок відбулося у доці Наанталі. 9 березня 2004 р. завод передав судно компанії Tallink та 18 березня Victoria I покинула фінський Раума. Вже 19 березня гігантський пором прибув до естонського Таллінна. Наступного дня судно представили у Гельсінкі, а ще через день у Стокгольмі. З 21 березня 2004 р. Victoria I почала курсувати на лінії між естонським Таллінном та шведським Стокгольмом. Після вступу Естонії до ЄС 1 травня 2004 року знадобився захід у Марієхамн, щоб мати вихід за межі митної зони.
Victoria I здійснювала міні-круїзи Таллінн — Гельсінкі — Таллінн у листопаді 2005 р.
26 липня 2022 року круїзний лайнер, що пришвартувався в Единбурзі, прийняв свою першу групу біженців, які тікали з охопленої війною України. Він використовувався як готель.
MS Victoria має 739 номерів.